# Parasynapta
Parasynapta is een muggengeslacht uit de familie van de galmuggen (Cecidomyiidae).

## Soorten
- P. canadensis (Felt, 1908)
- P. intermedia Panelius, 1965